# Rzemień (gromada)
Rzemień – dawna gromada, czyli najmniejsza jednostka podziału terytorialnego Polskiej Rzeczypospolitej Ludowej w latach 1954–1972.
Gromady, z gromadzkimi radami narodowymi (GRN) jako organami władzy najniższego stopnia na wsi, funkcjonowały od reformy reorganizującej administrację wiejską przeprowadzonej jesienią 1954 do momentu ich zniesienia z dniem 1 stycznia 1973, tym samym wypierając organizację gminną w latach 1954–1972.
Gromadę Rzemień z siedzibą GRN w Rzemieniu utworzono – jako jedną z 8759 gromad na obszarze Polski – w powiecie mieleckim w woj. rzeszowskim na mocy uchwały nr 28/54 WRN w Rzeszowie z dnia 5 października 1954. W skład jednostki weszły obszary dotychczasowych gromad Rzemień i Dobrynin ze zniesionej gminy Przecław oraz obszar dotychczasowej gromady Rzochów ze zniesionej gminy Mielec w tymże powiecie. Dla gromady ustalono 23 członków gromadzkiej rady narodowej.
31 grudnia 1961 do gromady Rzemień włączono przysiółki Wrażniówka i Dębrzyna z gromady Cyranka w tymże powiecie.
1 stycznia 1969 do gromady Rzemień włączono obszar zniesionej gromady Tuszyma w tymże powiecie.
Gromada przetrwała do końca 1972 roku, czyli do kolejnej reformy gminnej.